# Arena Bonifika
La Arena Bonifika  es un recinto cubierto situado en Koper, una localidad del país europeo de Eslovenia. Tiene capacidad para 5000 espectadores para los juegos de baloncesto, lo que fue suficiente para albergar partidos preliminares del EuroBasket 2013 de la FIBA. La sala es una parte del Complejo deportivo Bonifika, junto con un estadio de atletismo más pequeño, y una piscina cubierta. Del 4 de septiembre al 9 de septiembre de 2013, la Arena Bonifika acogió el Grupo D de la FIBA EuroBasket 2013 con la presencia de los equipos de Grecia, Finlandia, Italia, Suecia, Rusia y Turquía.